# Pimelodella mucosa
Pimelodella mucosa är en fiskart som beskrevs av Eigenmann och Ward, 1907. Pimelodella mucosa ingår i släktet Pimelodella och familjen Heptapteridae. Inga underarter finns listade i Catalogue of Life.